# Phenomena (álbum de Planetshakers)
El álbum Phenomena (Fenómenos, traducido al español) es el primer disco lanzado en América, este disco es una compilación de los álbumes When the Planet Rocked y So Amazing.

## Temas
- Shake The Planet (3:54)
- What You've Done For Me (4:12)
- Live 4 U (4:36)
- Phenomena (3:42)
- So Amazing  (5:49)
- It's All About Jesus (8:18)
- Worship Forevermore (5:52)
- Fill Me Now (5:28)
- Jumpin' Praisin' (3:56)
- Praise Him  (4:13)
- Run Into Your Arms (5:28)
- Burn  (10:01)
- Send Me (8:35)